# Korhatár-besorolás
A korhatár-besorolás olyan piktogramos és szöveges jelölésű osztályozási rendszer, amely filmeket, sorozatokat, televíziós vagy rádiós műsorokat sorol be tartalmuk szerint különféle csoportokba. A besorolás célja a szülők és nevelők jobb tájékoztatása a gyermekek és fiatalok szellemi fejlődésére veszélyes vagy káros tartalmakról. A különféle kategóriákba eső produkciók nyilvánosságát hatóságilag korlátozzák a gyermekek és fiatalok védelme érdekében.
A szócikk nem szól a korhatár-besoroláson kívül eső, cenzúra miatt tiltással érintett filmekről. Ezekről bővebben a Betiltott filmek listája lapon lehet olvasni.

## A besorolás háttere Magyarországon
Mozifilmek esetén a 2004. évi II. törvény a mozgóképről alapján 2011-ig a Kulturális Örökségvédelmi Hivatal Filmiroda hatósági eljárás keretében döntött a besorolási kategóriáról a Korhatár Bizottság javaslata alapján. 2012-től a Nemzeti Média- és Hírközlési Hatóság (NMHH) dönt a besorolásról, a filmforgalmazók kötelesek minden filmjük egy példányát legalább 30 nappal a bemutató előtt benyújtani neki. A jelenlegi 6-18 év közötti négy szintű besorolásoknál a korhatárok inkább csak támpont-nyújtó javaslatok és ajánlások. A mozik esetében korhatár alatti személyekhez eredeti régi szabályozás szerint nagykorú felügyelet szükséges volna, ám ennek tényleges felügyelete mára már csak nagyon kirívó esetekben létesül meg. Illetve 14 éven aluli gyerek 22 órától hajnali 6 óráig csak nagykorúval tartózkodhat háztartáson kívül, így az adott időintervallumban gyermekkorú beengedésével már felelősségre vonható a mozi. Az X-korhatárra szigorúbb rendelkezés van érvényben, miszerint csak 18 éven felüliek léphetnek be.
Televíziók esetén a 2010. évi CLXXXV. törvény (Médiatörvény) 6, 12, 16 és 18 éves korhatárokat állapít meg. A besorolást a csatornák végzik, ugyancsak az NMHH ajánlása alapján és ellenőrzése alatt.

## Korhatártípusok a hazai televíziókban

### Az MSat klasszifikációs kezdeményezése
1998-ban az akkori MSat televízió alkotott meg ajánlásokat a televíziós műsorszámok jelölésére, mivel a rádiózásról és televíziózásról szóló, 1996-os első médiatörvény még nem rendelkezett erről kötelezően és ez 2002-ig így is maradt. A korhatárokat elsőként az RTL Klub kezdte el használni 1998. karácsonyán. Az együttműködő kereskedelmi csatornák önként vállalták, hogy a műsorszámok előtt és a reklámszünetek után figyelmeztetik nézőiket az általuk korhatárosnak vélt tartalomra – az alábbi ajánlások szerint.
- (Jelöletlen) – Korhatárra való tekintet nélkül megtekinthető.
- – 10 éven aluliaknak csak szülői felügyelet mellett ajánlott. Kötelező jelleg nélkül ezt valójában nagyon ritkán alkalmazták általában erőszakos rajzfilmek és családi sorozatok 1-1 komolyabb története esetén. Pl. Dragon Ball Z, Digimon 02, "A farm, ahol élünk". A Dragon Ball Z egy kakukktojás, mert valójában túlságosan alacsonynak számított ez a besorolás és a vetítés délutáni időpontja miatt súlyos szankció érintette. Az RTL Klub egyediként zöld négyzetet használt.
- – 14 éven aluliaknak nem ajánlott.  A kategóriában elférő erősebb félelemkeltés esetén bemutatása csak 20 órától volt vetíthető, egyébként kevesebb agresszióval bármikor közzétehető volt.
- – 18 éven aluliaknak nem ajánlott.  Annak idején már 21 órától vetíthető volt, ám 14-es korhatár felett eléggé sok erőszakos filmet kellett ide sorolni és ráadásul akkoriban ennél magasabb kategóriába is száműztek filmeket. Például 18+ kategóriába került a Terminátor 1.-2. és a Rémecskék mozisorozata, amik azóta 16-osba sorolhatók. Az RTL Klub először egyediként piros négyzetet használt, ám később pont ilyen jelöléssel került bevezetésre felnőttkorú korhatár és ezért át kellett állnia helyes használatra.
- – Csak felnőtteknek javasolt. Funkciója – 23 órától TV-vetítést mégis megengedve – a mai X-hez hasonlított szélsőséges agresszióval, magas faktorú félelemkeltéssel, és erotikával. Átlagnál szigorúbb eljárásokkal ide száműzték például a Dragon Ball Z-t és az X-aktákat, de ezeknél 2002-ben érvényét veszítették a szigorú határozatok. (Mindkét sorozat 16-os korhatárba került át.) Nagyon erőszakos horrorok esetén plusz figyelmeztetést is ki lehetett tenni olyan formában, hogy Csak erős idegzetűeknek javasolt.

Az ajánlásokat a televíziók egészen 2002-ig továbbvitték, habár az MSat már korábban, 1999-ben csődbe ment.

### Az ORTT 1494/2002. sz. határozata
A beköltözős valóságshow-kban 2001-től megjelenő explicit szexuális tartalmakra reagálva 2002. november 9-én lépett hatályba az első médiatörvény azon módosítása, amely kötelezően megszabta a korhatárjelzés feltüntetését a teljes műsorszám ideje alatt, relatíve nagy méretben, eleinte csak a bal alsó (!) sarokban, átlátszóság alkalmazása nélkül, obligát árnyékolt Arial betűtípust használva (több tévéadó eltért a karikák típusától, a TV2 és az RTL Klub két különböző stílust használt). Ez a rendelkezés sok nézőt felháborított, mondván, hogy a hatalmas karikák élvezhetetlenné teszik a műsort. A jelzésekről a csatornák döntöttek, de az Országos Rádió és Televízió Testület utólag monitorozta az alábbi jelzések helyes használatát, és szükség esetén drákói szigorral léptek fel az alacsonyabbként félrejelzett műsorszámokat sugárzó csatornákkal szemben, legyen szó pénzbüntetésről vagy a csatorna műsorszolgáltatási jogosultságának felfüggesztéséről (azaz „elsötétítésről”). Magasabb irányú félresorolás esetén természetesen nem jár büntetés, hiszen az nem sérti a gyermekek védelmét. Ám ilyen esetben a médiahatóság segítségnyújtásként közölheti saját meglátását "előnyösebb" vetítéshez. Az átállás eleinte fejtörést és több félresorolást okozott a TV-csatornáknál, mint például addig 14-esbe sorolt filmekből mi fér 12-be és mi nem. Illetve néhány addigi 18+ film sokáig az új rendszerben is 18-as jelzést kapott, pedig az új törvények értelmében már 16-ost kaphattak volna. Utóbbira példa lehet: X-akták, Terminator, Rémecskék. Ellenben a 12+ karika létrejöttével a TV-adók bátrabban nyúltak korhatáros akció-rajzfilmekhez és néhány évre beindult a gyakori animevetítés.
1. kategória:  Korhatárra való tekintet nélkül megtekinthető
2. kategória:  12 éven aluliak számára megtekintése nagykorú felügyelete mellett ajánlott – Azon műsorszámokra, „amely tizenkét éven aluli nézőben félelmet kelthet, illetve koránál fogva nem érthet meg vagy félreérthet”.
3. kategória:  16 éven aluliak számára nem ajánlott – Azon műsorszámokra, „amely alkalmas a tizenhat éven aluliak fizikai, szellemi vagy erkölcsi fejlődésének kedvezőtlen befolyásolására, különösen azáltal, hogy közvetett módon utal erőszakra, illetve szexualitásra, vagy témájának meghatározó eleme az erőszakos módon megoldott konfliktus”. Sugárzásuk csak 21:00 és 05:00 között volt lehetséges.
4. kategória:  18 éven aluliak számára nem ajánlott – Azon műsorszámokra, „amely alkalmas a kiskorúak fizikai, szellemi vagy erkölcsi fejlődésének kedvezőtlen befolyásolására, különösen azáltal, hogy meghatározó eleme az erőszak, illetve a szexualitás közvetlen, naturális ábrázolása”. Sugárzásuk csak 22:00 és 05:00 között volt lehetséges.
5. kategória:  Televíziós sugárzásra alkalmatlan műsorszámok – Nem lehetett közzétenni televízióban az ekkori szabályok szerint azt a műsort, „amely alkalmas a kiskorúak fizikai, szellemi vagy erkölcsi fejlődésének súlyosan kedvezőtlen befolyásolására, különösen azáltal, hogy pornográfiát vagy szélsőséges, illetve indokolatlan erőszakot tartalmaz.”[* 1]

### Az új médiatörvény szerinti korhatártípusok a lineáris és lekérhető televíziókban
2010-ben megszületett a második médiatörvény. Azóta a korhatárbesorolás-rendszer a 2002-es módosított változata, amely az új médiatörvénnyel lépett hatályba, habár a Vogue betűtípust és a kisebb, átlátszóbb piktogramokat csak 2012. január 1-től tették kötelezővé (egyes tévécsatornák már 2011 júliusától használták).
2021. július 8-a óta a televíziós és rádiós reklámokra is vonatkozik a korhatár-besorolás, televízióban piktogrammal ellátva, rádióban bemondással előreközölve.
2022. december 27-i hatállyal az alábbi besorolás kötelező kategóriái már a streamingszolgáltatókra is vonatkoznak: az Amazon Prime Video, HBO Max, Netflix, SkyShowtime, RTL+, TV2 Play stb. magyar nyelvű felületein a műsorismertetőben, vagy a műsorszám előtt kell jelezni a korlátozást.

#### Gyerekbarát program
A műsorszám gyermekbarát program.
Ezzel a korhatárral arra hívják fel a figyelmet, hogy a műsort kifejezetten kiskorúak számára készítették. A korhatárkarika szavazás alapján egy zöld színű kisfiút ábrázol.
- Időpont-korlátozás: Bármikor közzétehető.
- Jelölés: Egy zöld, mosolygó kisfiút ábrázoló piktogrammal jelölhető, de néha nem kötelező.
- Műsorelőzetes: A műsorelőzetes bármikor közzétehető.

#### Korhatár Nélkül – 1. kategória
A műsorszám korhatárra való tekintet nélkül megtekinthető.
A „korhatár nélkül” jelzővel illetett műsorok többnyire az általános nagyközönséghez szólnak, de a műsorszolgáltatónak feltételeznie kell, hogy gyerekek is lehetnek a nézőközönség része. Ezért, bár nem kifejezetten gyermekek számára készültek, nem tartalmazhatnak gyermekekre káros elemeket.
- Időpont-korlátozás: Bármikor közzétehető.
- Jelölés: Nem kell jelölni.
- Műsorelőzetes: A műsorelőzetes bármikor közzétehető.

Bizonyos műsorszámok, amelyeket a törvény szerint nem szükséges korhatári ajánlással ellátni, tartalmazhatnak azonban olyan elemeket, amelyek a kisebb gyermekekre kedvezőtlenül hatnak, esetleg ártalmas befolyást gyakorolnak. Főképp a hírműsorok tekintetében javasolt a fokozott szülői figyelem, de a káros tartalom megjelenítése előtt a csatornán el kell hangoznia egy szóbeli figyelmeztetésnek.

#### 6 – 2. kategória
A műsorszám megtekintése 6 éven aluliak számára nem ajánlott.
Olyan műsorszám, amely hat éven aluli nézőben félelmet kelthet, illetve amelyet koránál fogva nem érthet meg vagy félreérthet (pl. fantasztikus erőszak).
- Időpont-korlátozás: 6 éven aluliaknak szánt, azaz kifejezetten gyermekeknek szóló, szülői magyarázatot nem igénylő (piktogrammal nem jelölt) műsorok között nem tehető közzé, egyébként bármikor közzétehető.
- Jelölés: A műsorszám előtt a minősítést szóban és írásban is közölni kell, valamint a 6-os piktogramot a képernyő valamelyik alsó sarkában meg kell jeleníteni úgy, hogy az a műsorszám teljes időtartama alatt látható legyen, ha az 05:00 és 21:00 között kerül adásba (21:00 és 05:00 között a műsorok kezdetekor és a szünetek után pár percig kell, hogy látható legyen).
- Műsorelőzetes: A műsorszám előzetese 6 éven aluliaknak szánt, azaz kifejezetten gyermekeknek szóló, szülői magyarázatot nem igénylő (piktogrammal nem jelölt) műsorok között nem tehető közzé, egyébként bármikor közzétehető.

#### 12 – 3. kategória
A műsorszám megtekintése 12 éven aluliak számára nem ajánlott.
Olyan műsorszám, amely tizenkét éven aluli nézőben félelmet kelthet, illetve amelyet koránál fogva nem érthet meg vagy félreérthet.
- Időpont-korlátozás: 12 éven aluliaknak szánt, azaz kifejezetten gyermekeknek szóló, szülői magyarázatot nem igénylő (piktogrammal nem jelölt) műsorok között nem tehető közzé, egyébként bármikor közzétehető.
- Jelölés: A műsorszám előtt a minősítést szóban és írásban is közölni kell, valamint a 12-es piktogramot a képernyő valamelyik alsó sarkában meg kell jeleníteni úgy, hogy az a műsorszám teljes időtartama alatt látható legyen, ha az 05:00 és 21:00 között kerül adásba (21:00 és 05:00 között a műsorok kezdetekor és a szünetek után pár percig kell, hogy látható legyen).
- Műsorelőzetes: A műsorszám előzetese 12 éven aluliaknak szánt, azaz kifejezetten gyermekeknek szóló, szülői magyarázatot nem igénylő (piktogrammal nem jelölt) műsorok között nem tehető közzé, egyébként bármikor közzétehető.

#### 16 – 4. kategória
A műsorszám megtekintése 16 éven aluliak számára nem ajánlott.
Olyan műsorszám, amely alkalmas a tizenhat éven aluliak fizikai, szellemi vagy erkölcsi fejlődésének kedvezőtlen befolyásolására, különösen azáltal, hogy közvetett módon utal erőszakra, illetve szexualitásra, vagy témájának meghatározó eleme az erőszakos módon megoldott konfliktus.
- Időpont-korlátozás: Csak 21:00 és 05:00 között tehető közzé.
- Jelölés: A műsorszám előtt a minősítést szóban és írásban is közölni kell, valamint a 16-os piktogramot a képernyő valamelyik alsó sarkában meg kell jeleníteni úgy, hogy az a műsorszám teljes időtartama alatt látható legyen, ha az 21:00 és 22:00 között kerül adásba (22:00 és 05:00 között a műsorok kezdetekor és a szünetek után pár percig kell, hogy látható legyen).
- Műsorelőzetes: Csak 21:00 és 05:00 között tehető közzé.

#### 18 – 5. kategória
A műsorszám megtekintése 18 éven aluliak számára nem ajánlott.
Olyan műsorszám, amely alkalmas a kiskorúak fizikai, szellemi vagy erkölcsi fejlődésének kedvezőtlen befolyásolására, különösen azáltal, hogy meghatározó eleme a közvetlen erőszak vagy egyéb haláleset naturális bemutatása, illetve/vagy közvetlen szexualitás visszafogott ábrázolása nem érintve a pornográfia jellemzőit. 2021. július 8-ától ide tartoznak a homoszexualitást és a szexuális kisebbségeket bemutató tartalmak is.
- Időpont-korlátozás: Csak 22:00 és 05:00 között tehető közzé.
- Jelölés: A műsorszám előtt a minősítést szóban és írásban is közölni kell, valamint a 18-as piktogramot a képernyő valamelyik alsó sarkában meg kell jeleníteni úgy, hogy az a műsorszám teljes időtartama alatt látható legyen, ha az 22:00 és 23:00 között kerül adásba (23:00 és 05:00 között a műsorok kezdetekor és a szünetek után pár percig kell, hogy látható legyen).
- Műsorelőzetes: Csak 22:00 és 05:00 között tehető közzé.

#### Abszolút tilalom – 6. kategória
A műsorszám kizárólag felnőttek számára ajánlott.
A korhatározás között van abszolút tilalom is, ezeket egyáltalán nem lehet leadni, mivel alkalmas a kiskorúak fizikai, szellemi vagy erkölcsi fejlődésének súlyosan kedvezőtlen befolyásolására, különösen azáltal, hogy pornográfiát vagy szélsőséges, illetve indokolatlan erőszakot tartalmaz. Előbbi kategóriába tartozó alkotásokat kizárólag a külön előfizetés ellenében fogható, úgynevezett "szexcsatornákon" (pl. SuperOne HD) lehet fogni, ezek a csatornák azonban nem is a magyar jogszabályhoz tartoznak. A mozikban ezeket már csak 22 órától lehet leadni és még szigorúbb szabályozás szerint csak 18 éven felüli személyek ülhetnek be ilyen esetekben. A besorolás feltételei miatt ilyen filmek legtöbbször nem is kapnak itthon mozibemutatót.
Külföldi jogfelügyelet alól plusz előfizetéses és kódzárral ellátott adás engedélyezett, mint például pornóadó működése. Nem teljesen tisztázott, hogy külföldi jogfelügyelet alól éjszakai TV-vetítésre engedélyezett X-korhatáros horror-tartalom megjelenhet-e nálunk. Konkrétan ilyen korhatár vagy ilyen figyelmeztetés még nem került ki. De már az is okoz visszásságot, ha X-nek besorolt film külföldi joghatóság engedélyével simán 18+ kategóriával és vágatlanul látható. Például a román rendszernél a Fűrész 4., illetve az ráadásul vágottan megjelent 15-ös korhatárral is.

### Az NMHH klasszifikációs ajánlásai
A médiahatóság klasszifikációs ajánlásban segít a médiatörvény elméleti szempontok szerinti értelmezésében.
Az ajánlás hosszan taglalja a korhatár-kategóriák eldöntésének alapelveit példákkal alátámasztva, segít a reklámok kategorizálásában és a televíziós jelölések formai meghatározásában az alábbiak szerint:
„A piktogramot a kép valamelyik alsó sarkában kell elhelyezni úgy, hogy a kör alsó éle a hasznos képterület alsó szélétől számítva a hasznos képterület vertikális méretének 7 százaléknyi távolságára (vertikális pozíció), a kör kép széléhez közelebbi oldaléle a hasznos képterület oldalélétől számítva a hasznos képterület vertikális méretének 18 százaléknyi távolságára (horizontális pozíció) helyezkedjen el.
A hasznos képterület a képraszteren belül (pl. 720x576, 1280x720, 1920x1080) az alábbiak szerint kerül meghatározásra:
• SD esetén, valós 4:3 tartalom mellett a teljes raszter,
• HD esetén, valós 4:3 tartalom mellett a két fekete oszlop (pillarbox) nélküli terület [...],
• 4:3 letterbox (álszélesvásznú tartalom) esetén a fekete csíkok nélküli 16:9-nek megfelelő terület (kb. 720x432-nek megfelelő raszterméret),
• 16:9-es (SD anamorf vagy HD továbbítású) képtartalom esetén a teljes raszter,
• HD vagy anamorf 16:9 továbbítás keretében amennyiben a tartalom Cinemascope (kb. 21:9) formátumú, mind a 16:9-es, mind a 21:9-es (és az összes köztes állapot szerinti) képterület is alkalmazható, a médiaszolgáltató választása szerint.
A piktogramok külső átmérője a hasznos képterület vertikális méretének 7 százaléka kell legyen.
A piktogramok színes körgyűrűből és középre beírt számból állnak, áttetszőségük 60 százalékos. A körgyűrű és a számok által nem fedett területen az eredeti kép látható.”
A médiatörvény 9. §-a szerinti kategóriák piktogramja sárga (R 230, G 200, B 50) vagy piros (R 255, G 50, B 50) körgyűrűben fehér (R 200, G 200, B 200) Vogue betűtípusú szám. Magassága a piktogram külső átmérőjének 38%-a, a körgyűrű vastagsága a piktogram külső átmérőjének 12%-a az ajánlás szerint.
Tapasztalatok alapján a helyi és közösségi médiaszolgáltatók egy része – feltehetően technikai okok miatt – esetlegesen áll az ajánláshoz. Például 2022-es állapot szerint a Sláger TV átlátszóság nélküli, a D1 TV kulturális csatorna Helvetica betűtípussal ellátott korhatárkarikát tesz ki.

## Filmes korhatárkarikák Magyarországon
| Időszak   | 1  | 2  | 3  | 4  | 5  | 6   | 7   | 8   | 9   | 10  | 11  | 12   | 13   | 14   | 15   | 16   | 17   | 18+ | Kibocsátó szerv                          |
| --------- | -- | -- | -- | -- | -- | --- | --- | --- | --- | --- | --- | ---- | ---- | ---- | ---- | ---- | ---- | --- | ---------------------------------------- |
| 1965–2002 | KN | KN | KN | KN | KN | KN  | KN  | KN  | KN  | 10  | 10  | 10   | 10   | 14   | 14   | 14   | 14   | 18  | Nemzeti Kulturális Örökség Minisztériuma |
| 2002–2011 | I. | I. | I. | I. | I. | I.  | I.  | I.  | I.  | I.  | I.  | II.  | II.  | II.  | II.  | III. | III. | IV. | Nemzeti Filmiroda                        |
| 2002–2011 | I. | I. | I. | I. | I. | I.  | I.  | I.  | I.  | I.  | I.  | II.  | II.  | II.  | II.  | III. | III. | V.  | Nemzeti Filmiroda                        |
| 2012-től  | I. | I. | I. | I. | I. | II. | II. | II. | II. | II. | II. | III. | III. | III. | III. | IV.  | IV.  | V.  | Nemzeti Média- és Hírközlési Hatóság     |
| 2012-től  | I. | I. | I. | I. | I. | II. | II. | II. | II. | II. | II. | III. | III. | III. | III. | IV.  | IV.  | VI. | Nemzeti Média- és Hírközlési Hatóság     |

 Korhatár nélkül megtekinthető 1. kategória

 Hat éven aluliak számára nem ajánlott 2. kategória

 Tizenkét éven aluliak számára nem ajánlott 3. kategória

 Tizenhat éven aluliak számára nem ajánlott 4. kategória

 Tizennyolc éven aluliak számára nem ajánlott 5. kategória

 Kizárólag felnőttek számára ajánlott 6. kategória
Valamennyi besorolt tartalomra ugyanaz a magyarázat érvényes, mint a televíziókban. A 4. kategóriába tartozó tartalmak kizárólag 21 órától hajnali 5 óráig, az 5. kategóriába tartozó tartalmak kizárólag 22 órától hajnali 5 óráig vetíthetőek. A 6. kategóriába tartozó tartalmak azonban nem adhatóak le magyar jogú televízióban vagy rádióban. Utóbbi tartalom külföldi jogfelügyelet alól kódzárral ellátva fogható, mint például pornóadó működése. A filmek vetítése előtti előzeteseknek ugyanabba, vagy kisebb kategóriába kell tartoznia, mint az előzetesek után megtekintendő film.

### Rádiós műsorok besorolása
Magyarországon az analóg platformot használó rádiós médiaszolgáltatásokra ugyanazok a korhatár-besorolási szabályok vonatkoznak, mint a televíziókra. A műsor leadása előtt a hallgatókat szóban kell tájékoztatni a minősítésről.

### A magyar jelölések galériája

Gyermekbarát program korhatárkarika
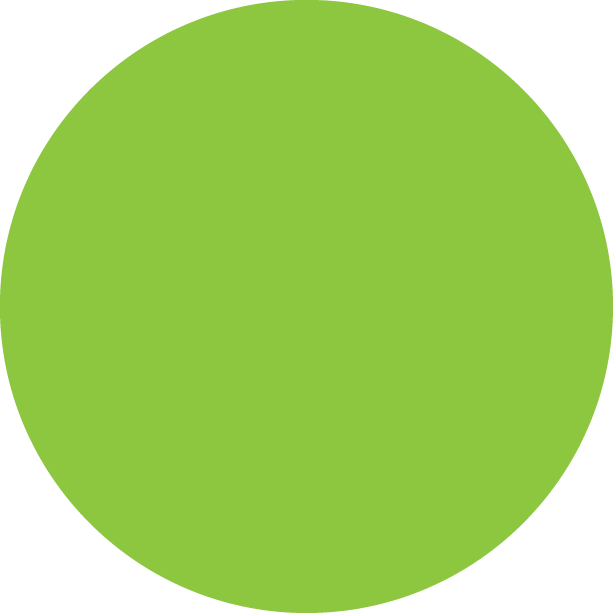
KN korhatárkarika, televíziós változat
KN korhatárkarika
KN korhatárkarika, másik változat
KN előzetes korhatárkarika
KN előzetes korhatárkarika, másik változat
6-os karika, televíziós változat
6-os korhatárkarika
6-os korhatárkarika, másik változat
6-os előzetes korhatárkarika
6-os előzetes korhatárkarika, másik változat
12-es karika, televíziós változat
12-es korhatárkarika
12-es korhatárkarika, másik változat
12-es előzetes korhatárkarika
12-es előzetes korhatárkarika, másik változat
16-os karika, televíziós változat
16-os korhatárkarika
16-os korhatárkarika, másik változat
16-os előzetes korhatárkarika
16-os előzetes korhatárkarika, másik változat
18-as karika, televíziós változat
18-as korhatárkarika
18-as korhatárkarika, másik változat
18-as előzetes korhatárkarika
18-as előzetes korhatárkarika, másik változat
X korhatárkarika
X korhatárkarika, másik változat
X előzetes korhatárkarika
X előzetes korhatárkarika, másik változat
KN korhatárkarika, régi változat
12 korhatárkarika, régi változat
16 korhatárkarika, régi változat
18 korhatárkarika, régi változat
X korhatárkarika, régi változat

## Külföldön

#### Netflix felületén
A Netflix streaming-szolgáltató rendkívül rendhagyó módon alkalmaz gyermekzáras egyedi rendszerű korhatárokat programfelületén. Holland médiabejegyzés ellenére leginkább amerikai korhatárokhoz igazodna, de egyben főként az európai közvetítés miatt az amerikai korhatárokat átiktatta kétértelmű és megtévesztő számozott rendszerbe. A magyar médiahatóság már többször bírálta és több film miatt panaszt emelt a holland médiahatósághoz. A magyar panaszokat változó módon kezeli a holland médiahatóság, volt sikeres és sikertelen eljárás is.
- 7+: 7 éven felülieknek – 8 évtől ajánlott. ~ Első korhatár ellenére már széles skálán mozog, az amerikai mozis PG-korhatárt veszi alapul, megengedett tartalmával már súrolja a magyar 12+ besorolást, illetve megfeleltethető volna nálunk 6+ helyett nagykorú felügyeleti korhatárral. A besoroláshoz tartozó filmek – például korhatár nélküli filmekkel együtt – külön gyerek-menüben is szerepelnek.
- 10+: 10 éven felülieknek – 11 évtől ajánlott. ~ Az amerikai TV-PG-korhatárt veszi alapul, ez nálunk már teljesen eléri a 12+ korhatár skáláját. Két botrányt okozó eset a magyar médiahatóság eljárásaival: "Jurassic World: Krétakori tábor" sorozat és Nimona. Ezek már homoszexuális kapcsolatot is tartalmaznak, ráadásul a Krétakori tábor 8 évről lett felemelve ide. A magyar médiahatóság még azóta is aggályosnak tartja, mert a besorolás nem egyértelműen illeszkedik a magyar 12+ korhatárhoz. Emellett a streaming besorolása még szintén szerepel a gyerek-menüben.
- 13+: 13 éven felülieknek – 14 évtől ajánlott. ~ Teljes mértékben hasonlít az amerikai PG-13/14+ besorolásokra, a megtévesztő szám ellenére nálunk általában csak a filmek töredéke férhet el 12+ korhatárba és a legtöbb film inkább elbillen 16-os korhatárba. Például Lucifer és Venom.
- 16+: 16 éven felülieknek – 17 évtől ajánlott. ~ Abszolút az amerikai R-korhatárhoz igazodik, tartalma nálunk 16-os és 18-as korhatárral váltakozhat. Kirívó szélsőségeken kívül tartalmazhat már sokféle horrort és közepesen naturális intim-erotikus tartalmakat, illetve gyakran előfordul nyílt homoszexuális ábrázolás is. Például a Netflixnél ide tartozik A szürke ötven árnyalata és a 365 nap is.
- 18+: Felnőttkorú tartalom 19 évtől engedélyezve. ~ Itt már szélsőséges brutalitás és naturálisan bemutatott erotikus tartalom található. Ezek Magyarországon és az Usában akár tiltott kategóriába is kerülhetnek, mint nálunk Fűrész 4.

### Európában

#### Ausztriában
- Freigegeben für alle Altersstufen – Korhatár nélkül megtekinthető
- Freigegeben ab 6 Jahren – 6 éven aluliaknak nem ajánlott
- Freigegeben ab 10 Jahren – 10 éven aluliaknak nem ajánlott
- Freigegeben ab 12 Jahren – 12 éven aluliaknak nem ajánlott
- Freigegeben ab 14 Jahren – 14 éven aluliaknak nem ajánlott
- Freigegeben ab 16 Jahren – 16 éven aluliaknak nem ajánlott

#### Belgiumban
- CAT.1 Mindenki számára alkalmas
- CAT.2 Tilos 16 évnél fiatalabbak számára

#### CsehországbanésSzlovákiában
- I – lze zobrazit bez věkového omezení → Korhatár nélkül megtekinthető
- 7 – Nedoporučuje se pro děti do 7 let → 7 éven aluliak számára nem ajánlott
- 12 – Nedoporučuje se pro děti do 12 let → 12 éven aluliak számára nem ajánlott
- 15 – Nedoporučuje se pro osoby mladší 15 let → 15 éven aluliak számára nem ajánlott
- 18 – Nedoporučuje se pro osoby mladší 18 let → 18 éven aluliak számára nem ajánlott

Jelenleg csak az HBO (HBO, HBO 2, HBO 3, Cinemax és Cinemax 2) csatornák használják a korhatár-besorolásokat.

#### AzEgyesült Királyságban
- U – Korhatár nélkül megtekinthető
- PG – Szülői felügyelettel ajánlott
- 12A – 12 éven aluliaknak csak felnőtt felügyelettel megtekinthető
- 12 – Csak 12 éven felülieknek kölcsönözhető/megvásárolható
- 15- Csak 15 éven felülieknek megtekinthető
- 18 – Csak felnőtteknek megtekinthető
- R18 – Felnőtt-tartalom

#### Franciaországban
- U – Korhatár nélkül megtekinthető.
- -10 – 10 éven aluliak számára nem ajánlott. (Csak a tévében.)
- -12 – 12 éven aluliak számára nem megfelelő tartalom.
- -16 – 16 éven aluliak számára nem megfelelő tartalom.
- -18 – 18 éven aluliak számára nem megfelelő tartalom.

#### Luxemburgban
- U – Korhatár nélkül megtekinthető.
- 6 – 6 éven aluliak számára nem megfelelő tartalom.
- 12 – 12 éven aluliak számára nem megfelelő tartalom.
- 16 – 16 éven aluliak számára nem megfelelő tartalom; 20 órától reggel 6 óráig vetíthető.
- 18 – 18 éven aluliak számára nem megfelelő tartalom; 22 órától hajnal 5 óráig vetíthető.

Jelenleg a magyar nyelvű csatornák közül a Network4 Csoport és az RTL Magyarország kábelcsatornái tartoznak Luxemburgi felügyelet alá. Az RTL csatornák 2015. január 1-én kerültek át román felügyeletből (eleinte csak narrációval, majd 2015 márciusától a költözés ellenére a magyar karikákat is használják), míg a Network4 Csoport 2020-ban költözött át magyar felügyelet alól. A luxemburgi médiahatóság valamennyire kötetlen teret enged abból a szempontból, hogy egy kötelező séma helyett bármilyen egyértelmű korhatár-jelzést vagy csak narrációt alkalmazhatnak a csatornák és rendhagyó módszerként Franciaországgal működő közös megállapodás értelmében használhatóak a francia fehér kör-típusú jelzéseknek egy módosított változata. (A különbség a 10+ hiánya és helyette 6+ jelenléte, illetve az AvantGarGotItcLOT-Dem betűtípus használata.) 2021. december 27-e óta a Network4 Csoport csatornái (TV4, Story4, Galaxy4, Film4, Arena4, Match4, Max4) áttértek a francia korhatár-jelzésekre.

A Network4 Csoport által használt jelzések:

12-es karika
16-os karika
18-as karika

#### Németországban
- Ohne Altersbeschränkung (FSK 0) – Korhatár nélkül megtekinthető.
- Freigegeben ab 6 Jahren (FSK 6) – Hat éven felülieknek megtekinthető.
- Freigegeben ab 12 Jahren (FSK 12) – Tizenkét éven felülieknek megtekinthető.
- Freigegeben ab 16 Jahren (FSK 16) – Tizenhat éven felülieknek megtekinthető; este 10 órától reggel 6 óráig vetíthető.
- Keine Jugendfreigabe (FSK 18) – Tizennyolc éven felülieknek megtekinthető; este 11 órától hajnal 5 óráig vetíthető.

#### Olaszországban
- T – La visione è aperta a tutti → Korhatár nélkül megtekinthető
- 6+ – La visione è consentita a un pubblico di età superiore ai 6 anni → Csak 6 éven felülieknek megtekinthető
- 10+ – La visione è consentita a un pubblico di età superiore ai 10 anni → Csak 10 éven felülieknek megtekinthető
- 14 – La visione è consentita a un pubblico di età superiore ai 14 anni → Csak 14 éven felülieknek megtekinthető
- 18+ – La visione è consentita a un pubblico di età superiore ai 18 anni → Csak 18 éven felülieknek megtekinthető

#### Oroszországban
- 0+ – A műsorszám korhatár nélkül megtekinthető.
- 6+ – A műsorszám 6 éven aluliak számára nem ajánlott.
- 12+ – A műsorszám 12 éven aluliak számára nem ajánlott.
- 16+ – A műsorszám 16 éven aluliak számára nem ajánlott.
- 18+ – A műsorszám 18 éven aluliak számára nem ajánlott.

Jelenleg csak az Extreme Sports és a Viasat History használja a korhatár-besorolásokat.

#### Romániában
- Y – Gyerekeknek szánt műsorok.
- G – Korhatár nélkül megtekinthető.
- AP (Acordul părinților) – Gyermekek számára csak szülői engedéllyel vagy nagykorú felügyelete mellett ajánlott.
- 12 – 12 éven aluliak számára nem ajánlott; román idő szerint 20 órától hajnali 4 óráig vetíthető.
- 15 – 15 éven aluliak számára nem ajánlott; román idő szerint 22 órától hajnali 5 óráig vetíthető.
- 18 – 18 éven aluliak számára nem ajánlott; román idő szerint 23 órától hajnali 5 óráig vetíthető.
- X-18 – Csak felnőtteknek javasolt; román idő szerint éjféltől hajnali 4 óráig vetíthető. (Magyar tiltólistás törvény miatt magyar TV-csatorna még román felügyelettel sem vetített ilyet.)

Korábban az RTL Magyarország társcsatornái (Cool TV, Film+, Film+ 2, Poén!, Sorozat+, Reflektor TV, Muzsika TV, RTL II) és a DoQ, jelenleg csak a Fishing & Hunting és a TV2 Csoport társcsatornái (Super TV2, TV2 Klub, Mozi+, Moziverzum, Spíler1 TV, Spíler2 TV, Izaura TV, Zenebutik, Prime, Jocky TV, TV2 Séf, TV2 Kids és TV2 Comedy) használják ezt a korhatár rendszert.

#### Hollandiában
A holland Kijkwijzer rendszert (amelynek neve szójátékosan "megtekintési útmutató"-t és "nézd bölcsebben"-t is jelent,) a legtöbb globális streaming szolgáltató, mint például az HBO Max, a Disney+ és a SkyShowtime is használja Európában. Korhatárjelölésekből és tartalmi figyelemfelhívásokból áll.
Korhatárjelölései:
- AL – Nem tartalmaz káros ajánlást, azaz minden korosztálynak ajánlott. (A Kijkwijzert használó francia platformok "AL Tous"-ként jelölik.)
- 6 – 6 éven felülieknek ajánlott, ijesztő vagy rajzfilmesen erőszakos jeleneteket tartalmazó műsor.
- 9 – 9 éven felülieknek ajánlott, realisztikusan ijesztő vagy erőszakos jeleneteket tartalmazó műsor.
- 12 – 12 éven felülieknek ajánlott, a műsor az ez a korosztály alatti gyermekeket negatív irányba befolyásolhatja.
- 14 – 14 éven felülieknek ajánlott, veszélyes viselkedést, fokozottan ijesztő vagy erőszakos jeleneteket, vagy diszkriminációt és negatív társadalmi morálokat tartalmaz.
- 16 – 16 éven felülieknek ajánlott.
- 18 – Csak felnőtt nézőknek ajánlott. A Kijkwijzer ide sorolja a rendkívül erőszakos és a pornó tartalmakat.

Tartalmi jelölései:
- Erőszak (ököl ikon), 6-os és 9-es korhatár mellett rajzfilmes, 12-es korhatár felett realisztikus erőszakot jelent
- Félelem (pók ikon)
- Szex (lábnyomok ikon), 16-os korhatár alatt szexuálisan fűtött párbeszédeket és szexuális utalásokat, felette grafikus szexjeleneteket jelent; a Kijkwijzer nem jelöli külön a nem szexuális célból megjelenített meztelenséget, mivel holland kutatók szerint nem befolyásolja negatívan a gyermekek fejlődését
- Diszkrimináció (árnyék ikon)
- Káros szerek, vagyis dohányzás, alkohol és drogok (injekció ikon)
- Durva nyelvezet, 12-es korhatár alatt enyhébb, felette vulgárisabb trágár kifejezéseket jelent

A rendszer ezek a szempontok alapján határozza meg a korhatárt is, kivéve a durva nyelvezetet, amely a korhatártól függetlenül jelölendő, mivel holland kutatások szerint minden korban negatívan befolyásolja a gyermekek fejlődését. Az internetes videókra a Kijkwijzer bevezetett egy új, veszélyes kihívások jelölést is, amelyre egy háromszögben elhelyezett felkiáltójel ikon utal.
Magyarországon az Antenna Entertainment csatornái (Viasat 3, Viasat 6, Viasat 2, Viasat Film, AXN) használják ezeket a jelöléseket.

### Európán kívül

#### AzAmerikai Egyesült Államokban
Az Amerikai Mozgókép Szövetség (Motion Picture Association, MPA) a következő kategóriák szerint csoportosítja a filmeket:
- G (General Audiences) – Korhatárra való tekintet nélkül megtekinthető.
- PG (Parental Guidance Suggested) – Gyermekek számára szülői felügyelet ajánlott.
- PG-13 (Parents Strongly Cautioned) – 13 éves korig szülői felügyelet erősen ajánlott és megtekintése 14 év felett javasolt.
- R (Restricted) – 17 éven aluliak csak szülői vagy felnőtt jelenlétében láthatják.
- NC-17 (Adults Only) –  18 éven aluliak számára tiltott, felnőtt tartalom.

Televízióban:
- (general audience) – Korhatárra való tekintet nélkül megtekinthető.
- (all ages 2 and older) – 2 éven aluliak számára nem ajánlott.
- (directed to children 7 and older) – 7 éven aluliak számára nem ajánlott.
- (directed to children 7 and older with fantasy violence in shows) – 7 éven aluliak számára nem ajánlott és fiktív erőszakot jelenít meg.
- (parental guidance suggested) – 12 év alatt szülői felügyelet ajánlott.
- (perental guidance suggestive diaologie) – 12 év alatt szülői felügyelet ajánlott, trágár párbeszédet tartalmaz
- (parents strongly cautioned) – 14 éven aluliak számára nem ajánlott, szülői felügyelet erősen ajánlott.
- (mature audience) – 17 éven aluliak számára nem ajánlott, felnőtt tartalom.

Az 1934-ben megalakult washingtoni székhelyű Szövetségi Kommunikációs Bizottság (Federal Communications Commission, rövidítve: FCC) megbízásából 1997 óta a besorolást egy Los Angelesben működő, 8 és 13 fő közt változó számú tagból álló testület végzi. A bizottság névsora titkos.

Szülői figyelmeztetés

A zeneszámok és hangzóanyagok tekintetében 1985 óta a különféle hanghordozókra az ismert „parental advisory – explicit content” (szülői figyelmeztetés: szókimondó tartalom) felirat kerül. Az Amerikai Hanglemezkiadók Szövetsége (Recording Industry Association of America, RIAA) által ellenőrzött termékek besorolása a filmekhez hasonló okokból történik.

#### Ausztráliában
- – Nem besorolt. Ide tartoznak a sportműsorok is.
- – Minden korosztály számára ajánlott
- – (régebben NRC) Szülői engedély ajánlott
- – 15 éven aluliak számára szülői engedély ajánlott
- – Csak 15 éven felüliek számára
- – Csak felnőtteknek
- – Csak felnőtteknek. Érettebb pornográfiát tartalmaz, mint az R18+
- – Tiltott

#### Braziliában
- ER: Gyerekeknek ajánlott
- L/AL: Mindenki számára alkalmas
- 10/A10: 10 éven aluliak számára nem ajánlott
- 12/A12: 12 éven aluliak számára nem ajánlott
- 14/A14: 14 éven aluliak számára nem ajánlott
- 16/A16: 16 éven aluliak számára nem ajánlott
- 18/A18: 18 éven aluliak számára nem ajánlott

#### Chilében
- TE
- Inconveniente para menores de 6 años
- Mayores de 14 años – 14 éven aluliak számára nem ajánlott
- Mayores de 18 años – 18 éven aluliak számára nem ajánlott
- 18/S
- 18/V

#### Dél-Koreában

##### Mozifilmek, videók, színpadi produkciók, reklámok
Besorolás:
- ALL: mindenki számára alkalmas
- 12: 12 éven felülieknek
- 15: 15 éven felülieknek
- 19: 19 éven aluliaknak nem ajánlott[19]
- RS: 19 éven aluliaknak nem ajánlott, csak kijelölt mozikban vetíthető[19]

A színpadi produkciók értékelése: all, teenager restricted, nem értékelt.
A reklámok értékelése: all vagy nem értékelt.

##### Televíziós programok

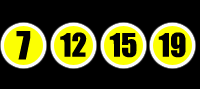
televíziós korhatár-besorolás Dél-Koreában

A televíziós programok értékelése:
- : Mindenki számára alkalmas
- Hét éven aluliak számára nem ajánlott
- Tizenkét éven aluliak számára nem ajánlott
- : Tizenöt éven aluliak számára nem ajánlott
- : Tizenkilenc éven aluliak számára nem ajánlott

#### Hongkongban
- : Minden korosztály számára
- : 13 éven aluliak számára nem ajánlott
- : 18 éven aluliak számára nem ajánlott
- : Csak 18 éven felülieknek megtekinthető

#### Indiában
- U Minden korosztály számára
- UA nem a 7/13/16 év alatti nézőknek
- A Csak felnőttek számára
- S Csak bizonyos személyek tekinthetik meg, pl. tudósok, orvosok

#### Indonéziában
- SU
- A
- BO-A
- BO
- BO-SU
- BO-R
- R
- D

#### Kanadában
- G Minden korosztály számára
- PG Szülői felügyelet ajánlott
- 14A A 14 éven aluli gyermekeknek szülői felügyelet mellett ajánlott
- 18A 18 éven aluliaknak szülői felügyelet mellett ajánlott
- R Csak 18 éven felülieknek
- A Felnőtt tartalom, mozikban nem vetíthető

## Külső hivatkozások
- A Korhatár Bizottság Besorolási eljárásának szakmai szempontjai PDF – Korábbi filmszabályozás